# Ploubezre
 Ploubezre  (en bretón Ploubêr) es una población y comuna francesa, situada en la región de Bretaña, departamento de Côtes-d’Armor, en el distrito de Lannion y cantón de Lannion.

## Demografía
| 2 925                     | 2 806 | 2 983 | 3 091 | 3 582 | 3 320 | 3 346 | 3 487 | 3 393 | 3 490 | 3 396 | 3 394 | 3 358 | 3 302 | 3 233 | 3 129 | 3 054 | 2 905 | 2 983 | 2 950 | 2 900 | 2 685 | 2 608 | 2 512 | 2 325 | 2 149 | 2 128 | 2 052 | 1 934 | 2 196 | 2 652 | 2 709 | 2 624 | 2922 | 3 105 |
| (Fuente: INSEE y Cassini) |       |       |       |       |       |       |       |       |       |       |       |       |       |       |       |       |       |       |       |       |       |       |       |       |       |       |       |       |       |       |       |       |      |       |

## Las cinco cruces (Cinq croix)

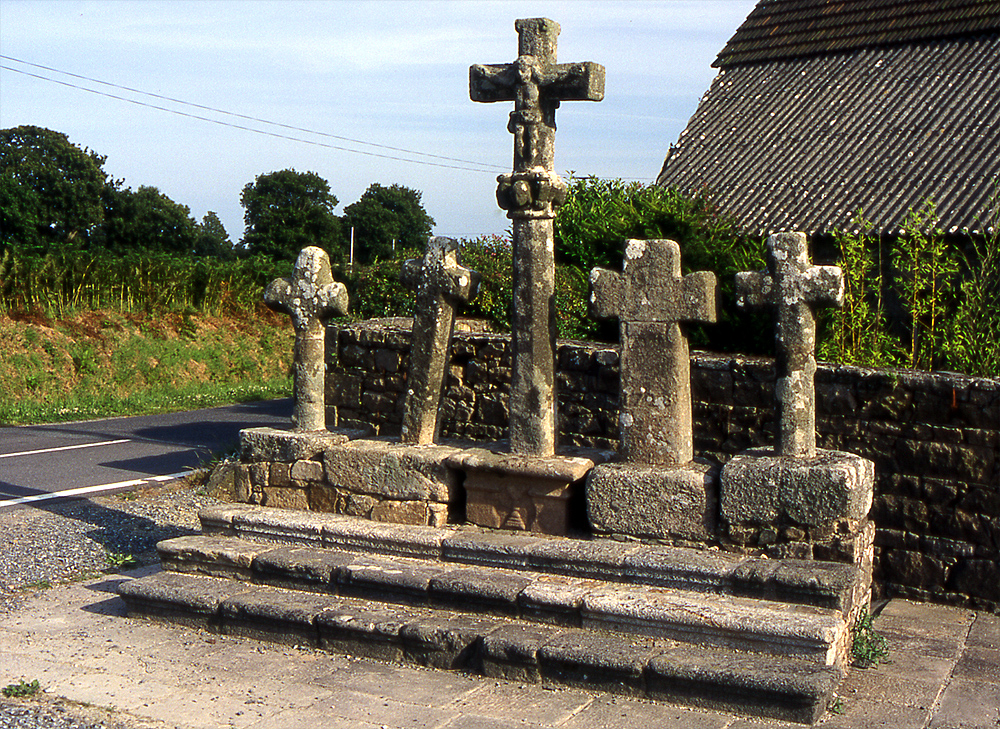
Las cinco cruces de Ploubezre

A unos 600 metros al sur de la población se encuentra una agrupación de cinco cruces de distintas épocas, que fueron reunidas en el siglo XVIII. La cruz central se coloca sobre un pilar y data del siglo XV o XVI. En un lado se muestra la figura de Cristo, en el otro la de la Virgen. Las otras cuatro cruces remontan al Medioevo. Son sin figuraciones, pero la que está a la derecha de la cruz central tiene, como se ve en la imagen aquí reproducida, la fecha de "1728" inscrita en la parte anterior. La fecha de "1733" está inscrita en la base debajo de otra cruz. Para su protección o por ocasión de una celebración religiosa (una misión) las cruces fueron puestas juntas quizás en 1728 o 1733. El catastro de 1826 muestra que entonces las cruces se encontraban, orientadas diversamente, puestas a lo largo del camino a unos 25 metros de la ubicación actual.